# Furacão Otto
O furacão Otto (designação de CNH: 16L) foi o furacão mais destructivo e mortífero que tem golpeado frente aos países Costa Rica e Panamá como um furacão categoria 3. Ademais, desde que levam-se registos, Otto foi o primeiro furacão em tocar terra em território da Costa Rica. Foi o décimo-sexto ciclone tropical, décima-quinta tempestade nomeada e o sétimo furacão da temporada de furacões do Atlântico. Formou-se no dia 21 de novembro na zona sudoeste do Mar do Caribe, em frente à costa do Panamá e Colômbia. Cruzou para o Pacífico tal como o fez o furacão Cesar-Douglas em 1996.

## História meteorológica

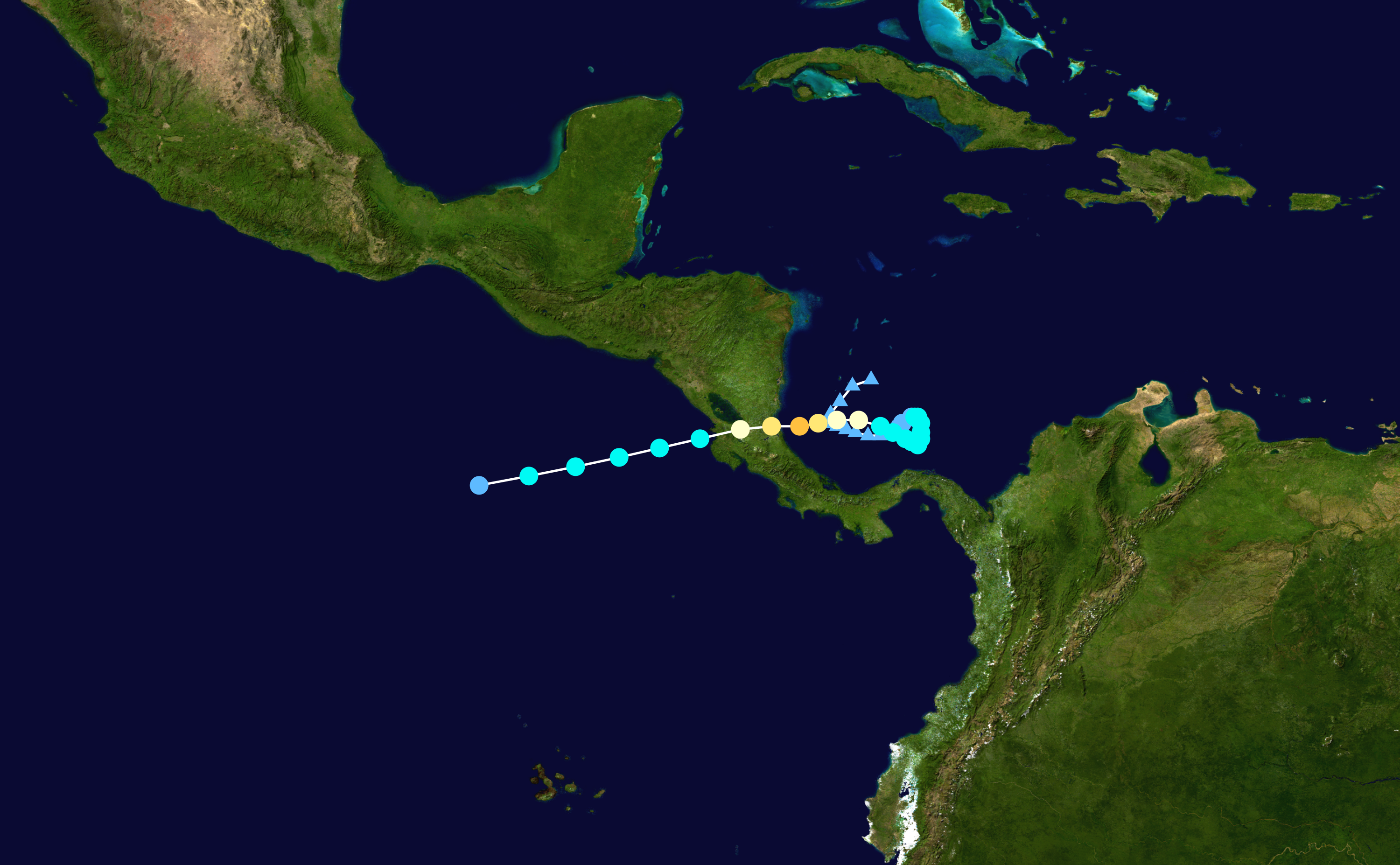
Trajectória de Otto que entrou a tocar a terra no sul da Nicarágua e norte em Costa Rica e cruzou para o Pacífico

O Centro Nacional de Furacões (NHC) anunciou a formação de um área de baixa pressão no sudoeste do Mar do Caribe, estimando um 20% de desenvolvimento ciclónico dentro de cinco dias. A pressão atmosférica nessa região começou a cair a 14 de novembro, que precedeu a um aumento na conveção, ou tempestades elétricas. Nesse mesmo dia, o NHC aumentou a probabilidade de desenvolvimento ciclónico ao 70%. A amplo área de baixa pressão movia-se lento e erraticamente, com uma estrutura desorganizada e ventos ligeiros, alterados por condições desfavoráveis de nível superior.
A 19 de novembro, a conveção aumentou e organizou-se melhor, no meio de condições marginalmente favoráveis. Os caçadores de furacões voaram sobre o sistema a 20 de novembro, observando uma circulação bem definida mas uma atividade de tempestade insuficiente para a classificar como uma depressão tropical. Posteriormente, a conveção aumentou no centro e organizou-se em bandas de chuva. Baixo essa situação, o NHC iniciou avisos da Depressão Tropical Dezasseis às 09:00 UTC do 21 de novembro, localizada a uns 275 km ao leste-sudeste da ilha de San Andrés e a 480 km ao leste de Bluefields, Nicarágua.
A depressão nascente serpenteou sobre o sudoeste do Mar do Caribe, seu caminho para o norte bloqueado por uma crista. A atividade da tempestade continuou pulsando sobre o centro, e o núcleo interno de conveção fez-se mais organizado. No final de 21 de novembro, o NHC foi elevada a depressão como a tempestade tropical Otto, baseada em estimativas de vento derivadas de satélites de 85 km/h (50 mph). A tempestade tinha a saída estabelecida para o nordeste, alimentada por temperaturas de água quente de ao redor de 84°F (29°C). Após a conveção organizada num cúmulo denso central. Otto fortaleceu-se como furacão categoria 1 no final de 22 de novembro; sendo o furacão mais meridional do Caribe que atingiu essa intensidade, um dia após que o Furacão Martha estabeleceu o recorde anterior em 1969. A 23 de novembro foi elevado a categoria 2, ainda que em meados de 24 de novembro diminuiu a categoria 1. No entanto, chegou a ser categoria 3 com ventos de 185 km, ao chegar a Blue Fields Nicarágua, depois passou a ser furacão categoria 2 ao chegar à Costa Rica

## Preparações e impacto

### Colômbia
Nas ilhas colombianas de Santo André, Providência e Santa Catarina como medida de prevenção se fecharam as praias, se cancelaram voos e se proibiu explorar as ilhas por meio de carros de golfe.
Ante a alerta existente, o Ministério de Transporte informou que não terá operações aéreas em San Andrés até 23 de novembro de 2016.
Igualmente, cancelaram os voos comerciais com destino à ilha. Também se proibiram as viagens a caios, atoles e ilhotas. A decisão foi tomada pela Aerocivil em conjunto com as aerolíneas.
A Armada Nacional de Colômbia decidiu intensificar as medidas de reacção de suas unidades marítimas para proteger à comunidade do arquipélago de San Andrés, Providência e Santa Catalina pelo passo do furacão. A instituição dispôs a operação do navio ARC Caldas e de unidades de reacção rápida para atender qualquer incidente que se presente. As ilhas estiveram paralisadas e as empresas trabalharam até médio dia.
No costa do Caribe colombiano fecharam-se algumas praias em cidades como Santa Marta, Cartagena e Barranquilla como medida de prevenção pelo incremento das vagas, já que as ondas atingiram até os 5 metros de altura sem reportar vítimas nem feridos, também se proibiram as viagens em lancha e atividades como a pesca.

### Panamá
Desde o 22 de novembro, oito pessoas perderam a vida durante o passo de Otto por Panamá, ainda que só três delas morreram directamente por causa do fenómeno meteorológico, um menino falecido pela queda de uma árvore e um casal de recém casados que morreram por um alude de lodo, enquanto dormiam. As outras cinco pessoas falecidas não foram contabilizadas pelas autoridades devido que «perderam a vida por condutas temerarias em diferentes acções dentro do país». Em Panamá, teve afetações em bens imóveis pelas inundações e deslizamentos como consequência do furacão. As equipas de resgate centraram os seus esforços em encontrar a três pessoas desaparecidas depois do naufrágio de uma embarcação e a outra que teria sido surpreendida por um deslizamento enquanto dormia em sua casa, que foi arrastada por um deslizamento de terra.

### Costa Rica
Desde que levam-se registros, Otto foi o primeiro furacão em tocar terra na Costa Rica, após entrar ao istmo por Nicarágua, e também o primeiro em cruzar o país de oceano a oceano. Otto foi o primeiro ciclone com força de furacão que impacta directamente Costa Rica desde os primeiros registro históricos e o segundo desde a Tempestade Tropical de dezembro de 1887 em ingressar a solo costariquensee.
A partir de 22 de novembro, reportaram-se inundações no Matina, província de Limón. Setenta e cinco famílias do distrito de Bataán viram-se danificadas pela perda de suas casas por causa do desbordamento do rio Chirripó e rio Zapote. O governo da República decretou alerta vermelha em mais de 30 cantões do país, especialemnte os da zona norte, caribe do país e os do pacífico norte, central e sul; ordenou-se a evacuação de 4.000 pessoas na costa norte do Caribe. Declarou-se ao resto do país em alerta amarela. Como medida de prevenção se cancelaram as classes em todos os centros educativos públicos de Costa Rica nos dias quintas-feiras 24 e sextas-feiras 25 de novembro.

Entrando Terra em Sur de Nicarágua e em Norte de Costa Rica

A seu passo pelo país, o furacão Otto deixou 23 comunidades isoladas. O impacto mais forte sofrem-no os cantões de Bagaces, Los Chiles, Upala, Guatuso e Liberia reportando-se falha do fluído eléctrico, intensos ventos e aguaceros, desabastecimiento de água potável em algumas localidades, inundações, centos de árvores caídas, bem como casas, pontes e caminhos destruídos. Ademais, apresentaram-se importantes derrubes nos vulcões Miravalles e Rincão da Velha pelo passo do furacão Otto sobre estes colosos da Cordilheira Vulcânica de Guanacaste.
Oficialmente reportam-se 10 pessoas mortas. O balanço dos danos foi calculado em 10.831 pessoas afectadas directamente, com 3.400 albergados, 412 povoados com algum tipo de afetação, danos em 2.778 quilómetros de estradas, 8 pontes e 1.598 moradias.

### Nicarágua
San Juan de Nicarágua, o passo deste fenómeno, que entrou ao país como furacão categoria 3, depois diminuiu a furacão categoria 2, entrando em categoria 2 a Costa Rica. De acordo com imagens facilitadas, neste lugar ficaram árvores caídas e as moradias sofreram danos. No entanto, nenhuma pessoa perdeu a vida por causa deste evento, segundo informou a porta-voz do governo, Rosario Murillo. Otto, entrou ao país na quinta-feira 24 ao meio dia com ventos sustentados de até 185 quilómetros por hora e com rajadas de 200 quilómetros por hora, de acordo com Marcio Baca, director de Meteorologia do Instituto Nicaraguense de Estudos Territoriais.

## Retiro do nome
A 26 de março de 2017, o nome Otto foi retirado pela Organização Meteorológica Mundial e substituído por Owen para a temporada de 2022. O nome de Otto não será utilizado de novo para outro furacão do Atlântico. isto devido aos impactos significativos de Otto na América central, especialmente na Costa Rica.